# Adesmia horrida
Adesmia horrida,  leña,  acerillo,    es una especie  de planta con flores de la familia Fabaceae.

## Distribución
Vive entre 2.000 y 3.500 m s. n. m. en el sur de la cordillera de los Andes en la puna del altiplano de Bolivia distribuida por Chuquisaca, Oruro, Potosí y Tarija.

## Taxonomía
Adesmia horrida fue descrita por Gillies ex Hook. & Arn. y publicado en Botanical Miscellany 3: 191. 1833.
Etimología
Adesmia: nombre genérico que deriva de las palabras griegas: 
a- (sin) y desme (paquete), en referencia a los estambres libres.
horrida: epíteto latíno que significa "espinoso, hirsuto"
Sinonimia
- Adesmia capricornica Hook.
- Adesmia horridiuscula Burkart
- Adesmia horridiuscula f. sericea Burkart
- Adesmia leucopogon Phil.
- Adesmia pyramidata Burkart
- Patagonium horridum (Gillies ex Hook. & Arn.) Kuntze
- Patagonium leucopogon (Phil.) Reiche[4][5]